# Військово-дипломатична місія БНР у Латвії та Естонії

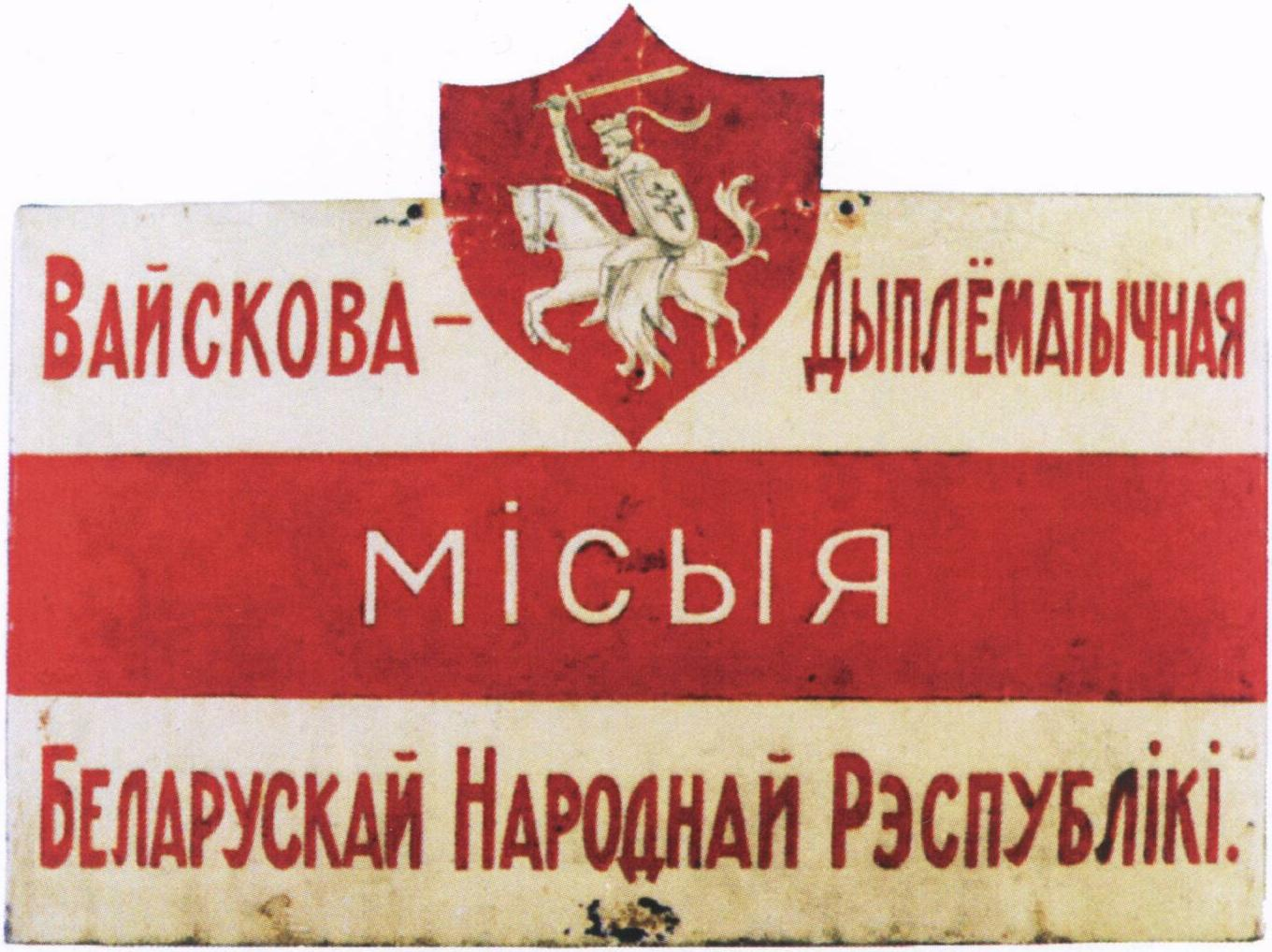
Вивіска місії

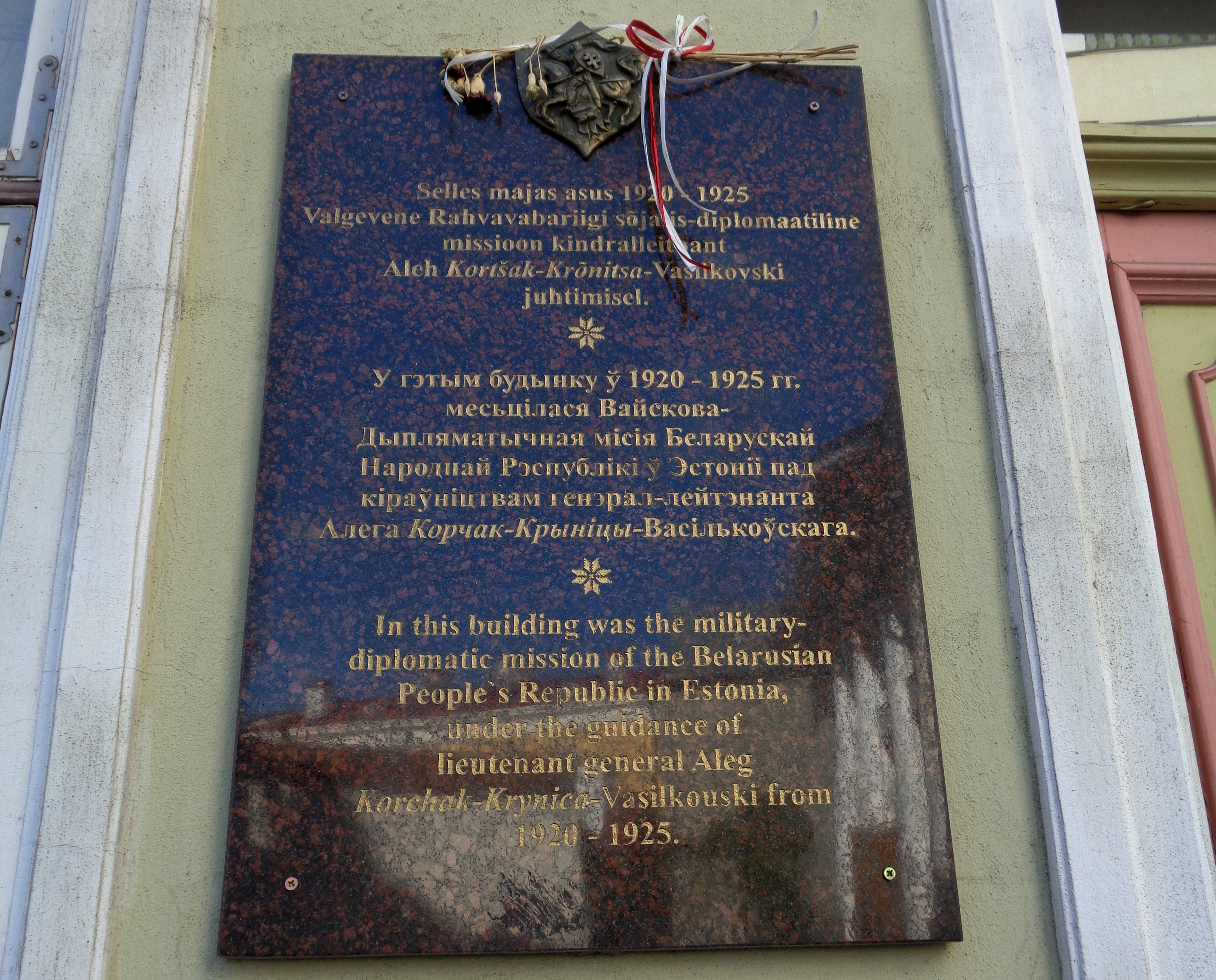
Меморіальна дошка на будинку, де розміщувалася місія БНР, у Таллінні, Естонія

Військово-дипломатична місія БНР у Латвії та Естонії — дипломатично-консульська установа БНР.
Направлена у вересні 1919 Радою Народних Міністрів на чолі з А. І. Луцкевичем і була створена на основі консульства БНР у Ризі керівником був призначений Костянтин Єзовітов, військовим радником Павло Вент, секретарем Янка Чарапук. Місії доручалося вести дипломатично-консульську роботу, займатися формуванням збройних сил і партизанських загонів для підтримки «зеленого» руху на Вітебщині, налагодити зв'язки з Північно-Західним урядом Росії (Юденича) з тим, щоб домогтися визнання БНР. У грудні 1919 при місії були створені реєстраційно-паспортні відділи в Ревелі (Таллінні), Либаве (Лієпаї) і Тамерфорсе (Тампере). Також місія мала свої прес-бюро. 5 листопада 1919 уряд БНР дозволив білоруським дипломатичним представництвом у Латвії набирати білорусів в окремі загони у складі латвійської армії. На початку 1920 за ініціативою К. Езовітова в Ризі створена організація «Батьківщина».
Здійснювала політичне та організаційне керівництво Окремим загоном БНР на чолі з С. Булак-Булаховичем, боролася за участь БНР у Конференції балтійських держав.
Військово-дипломатична діяльність у Латвії та Естонії мала плоди: у цих країнах були відкриті дипломатичні представництва БНР, почалося створення білоруських організацій. Приєднання до роботи конференції Entente Cordiale в Тарту давало можливість для військового співробітництва з країнами Балтії з метою створення буферної зони між Радянською Росією і Прибалтикою — території для військового і політичного будівництва незалежної Білорусі.
Таким плацдармом розглядалася в першу чергу північно-західна територія колишньої Вітебської губернії — Латгалія з містами Двінськ і Режиця, які восени 1919 залишалися під контролем Червоної армії. Польські війська зупинилися на підступах до Двінська через фактичне перемир'я між Польщею і Радянською Росією в Мікошевичах. Звільнення Латгалії від більшовиків з півночі силами латвійської або естонської армії стримувалося через їх участь в ліквідації наступу армії Бярмондта-Авалова на Ригу і підтримку операції «Білий меч» Північно-Західної Армії зі звільнення Петрограда від більшовиків.
У цих умовах керівник Військово-дипломатичної місії БНР Костянтин Єзовітов домовляється про перехід на білоруську службу загону С. Булак-Балаховича, що діяв на північній частині колишньої Вітебської губернії. Аналіз генезису військових частин С. Булак-Балаховича]] показав, що генерал підходив на роль військового керівника планованої операції. Фінансове забезпечення Окремого загону БНР було вирішено через договір з Естонією.
Дипломатичні відносини з Латвією розвивалися не найкращим чином для БНР. Латвійський уряд так і не дозволив проводити мобілізацію до білоруської армії, не прийняв загін Балаховича під своє командування, невирішеними залишалися територіальні проблеми між Латвією та Білоруссю. Військово-дипломатична місія БНР не мала успіху і в переговорах з Антантою, Рада БНР так і не домоглася реальної військової допомоги від союзників, а тим більше визнання своєї незалежності де-юре.
В результаті дипломатичного тиску Радянської Росії на уряд Латвії напередодні підписання Ризького мирного договору діяльність місії 1 лютого 1921 було припинено. Рапорти місії зберігаються в Національному архіві Республіки Білорусь (Фонд 325. оп. 1. СПР. 59.).